# Kostel svatého Vavřince (Hradiště)
Kostel svatého Vavřince je římskokatolický filiální kostel v Hradišti u Bžan v okrese Teplice. Od roku 1964 je chráněn jako kulturní památka. Stojí na mírném návrší uprostřed vesnice.

## Historie
Postaven byl v barokním slohu v roce 1691 s finančním přispěním majitele teplického panství hraběte Jana Marka Clary-Aldringena a roku 1769 prošel přestavbou. Další úpravy proběhly v letech 1936–1937.

## Stavební podoba
Jednolodní obdélný kostel má odsazený pravoúhlý presbytář a fasády členěné lizénovými rámci a polokruhově ukončenými okny. Vstup se nachází v západní štítové zdi s výklenky nad a po stranách portálu. Průčelí je zdůrazněno štítovým nástavcem, který má v bocích proláklá křídla s vázami a jehlanci. Za nástavcem se zdvihá nízká dřevěná věž. V lodi sklenuté neckovou klenbou stojí dřevěná kruchta. V presbytáři byla použita placková klenba zdobená freskou nejspíše z roku 1769 s motivem Poslední večeře.

## Zařízení
Cennými prvky zařízení jsou nápisový náhrobní kámen Kateřiny Kostomlatské z Vřesovic (z roku 1557) a náhrobní kámen bořislavského faráře Aumeyera z roku 1680. První zmíněný náhrobní kámen má rozměry 98×169 cm, uprostřed nese erb Kostomlatských z Vřesovic a po obvodu je opatřen nápisem „LETA PANIE PO NARODENI SINA BOŽIHO 1552 W SOBOTU PO SWATYCH SSYMONU A JUDIE UMRZELA GEST UROZENA PANI KATERZINA KOSTOMLATSKA ZVANA Z WRZESOWICZ ..... PROSTE PANA BUOHA ZA SPASENI DUŠE GEGI.“ Druhý zmíněný náhrobník – patřící bořislavskému faráři Andreasu Aumeyerovi, který zemřel 13. září 1860 na mor – vyobrazuje zhasnutou svíci a nápis. Třetí cenný epitaf patří Kateřině Kolovratské z Dubé, je však silně poškozen.
Při rekonstrukci kostela v roce 1929 byly tyto tři náhrobníky postaveny ke stěně pod kůrem.

## Galerie

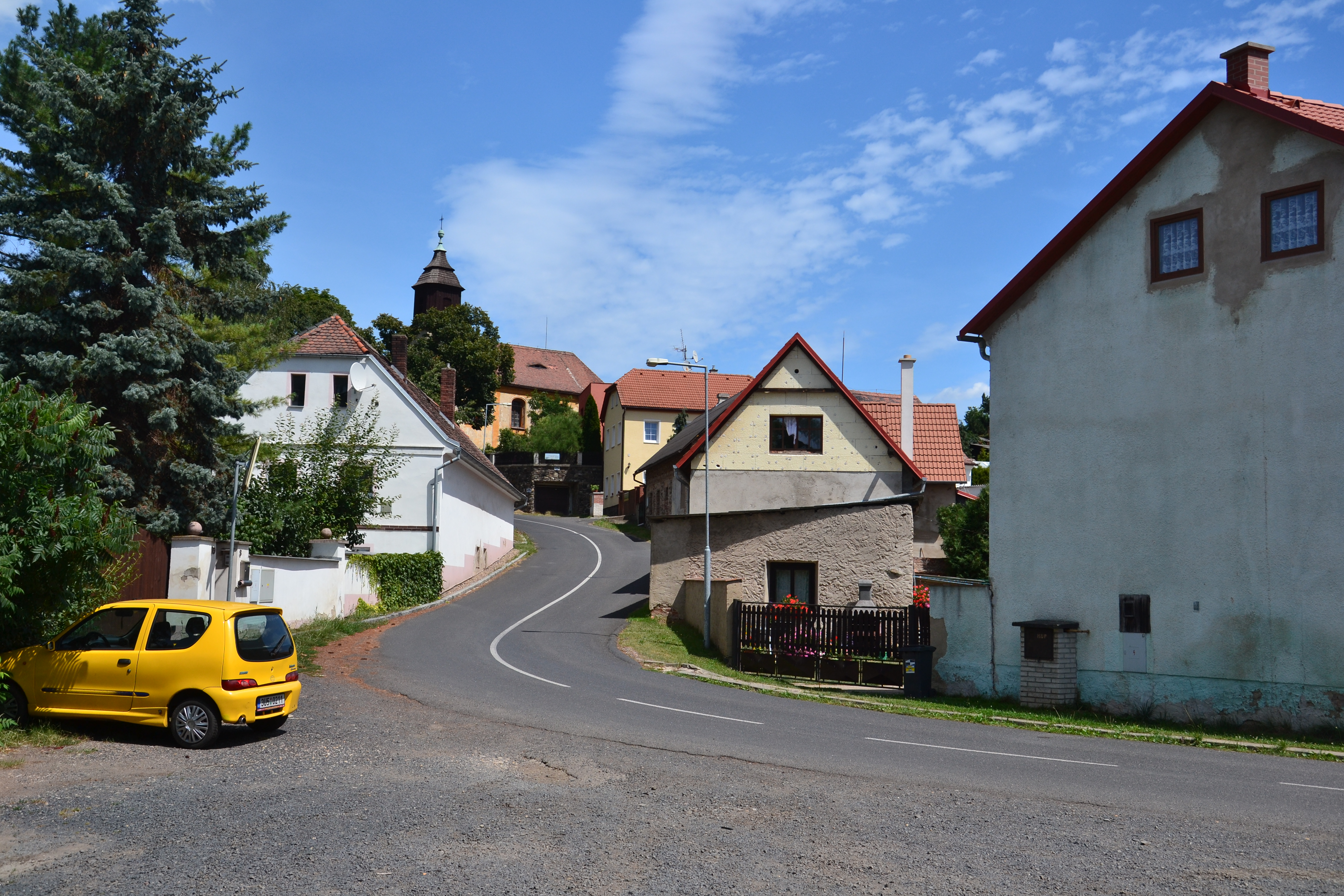
Pohled na kostel od tvrze
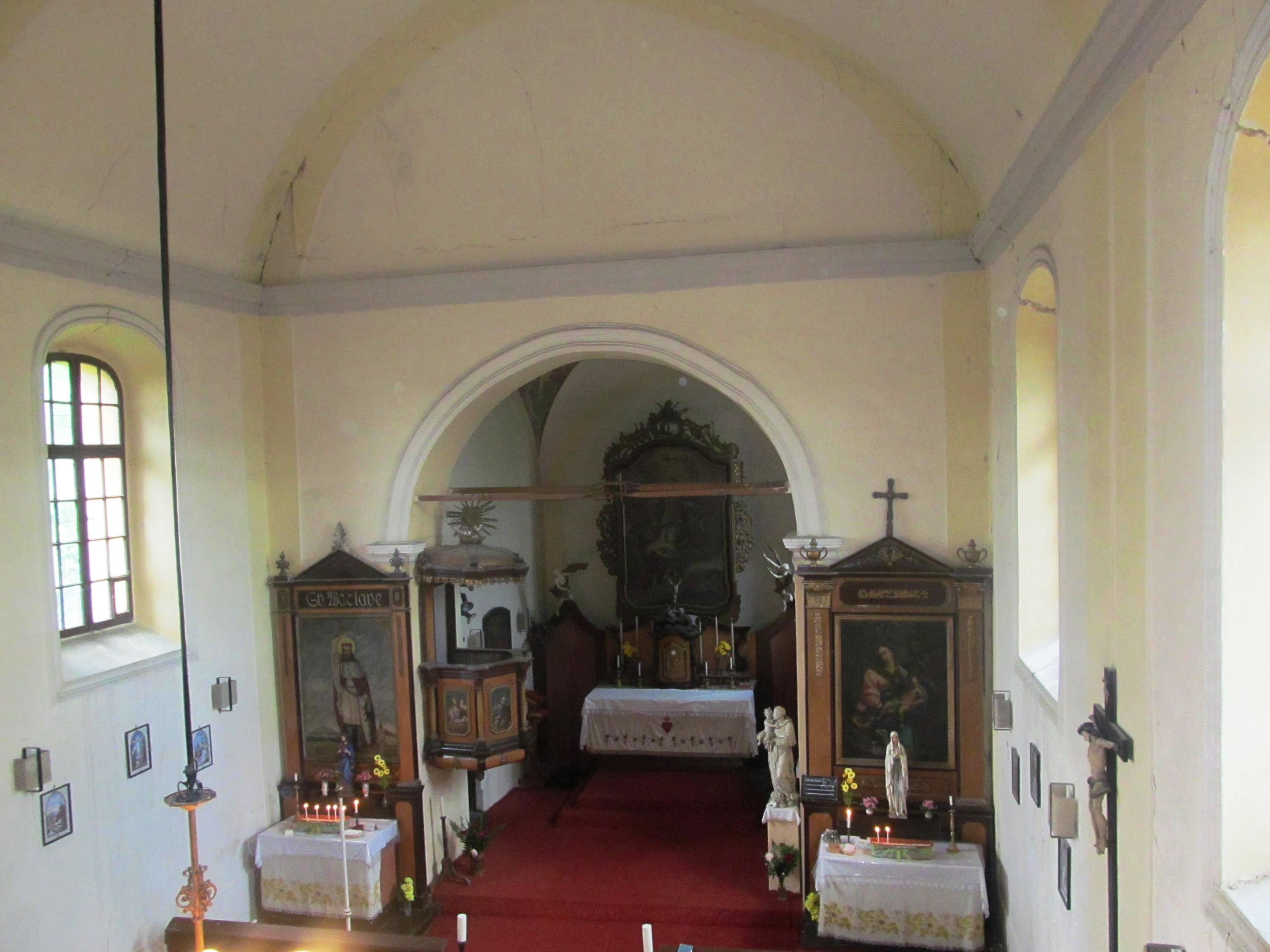
Interiér kostela